# Ovalipes punctatus
El cangrejo nadador (Ovalipes punctatus) es una especie de crustáceo decápodo braquiuro integrante del género Ovalipes. Habita en ambientes costeros oceánicos, siendo especialmente común en China y Japón.

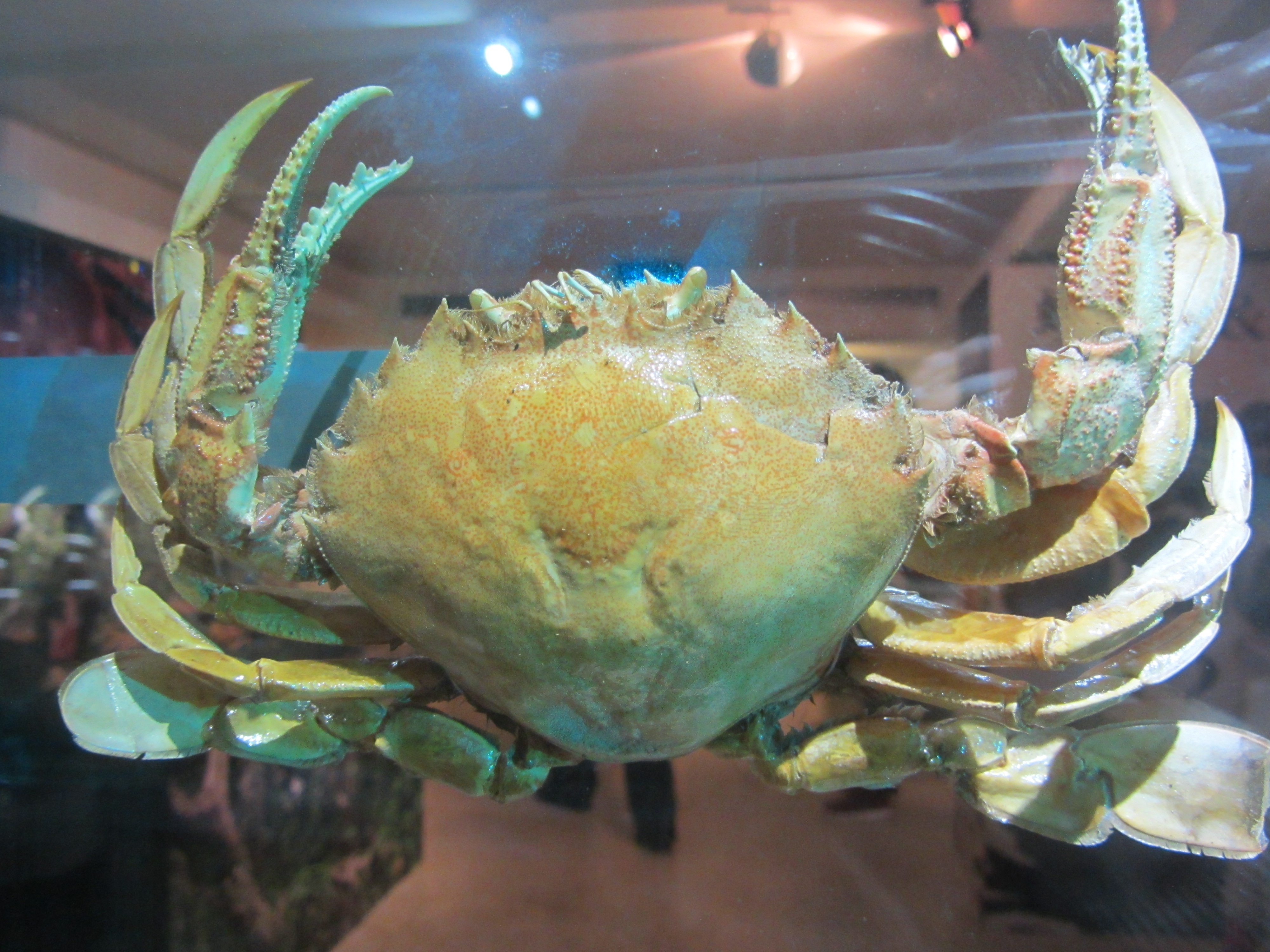
Ovalipes punctatus.

## Características y hábitos de vida

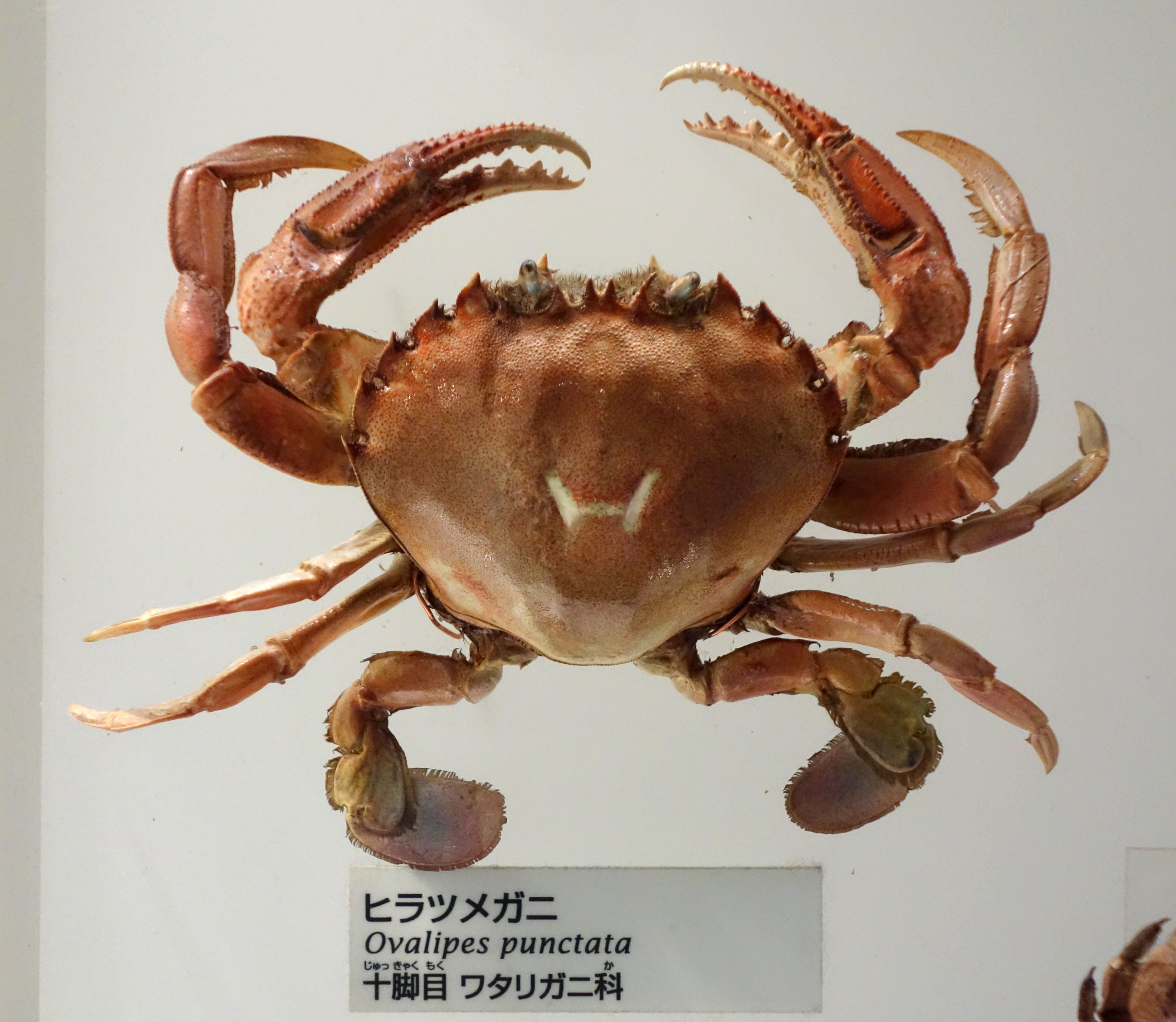
Ovalipes punctatus.

Generalmente viven sobre fondos blandos o enterrados cuando buscan refugio, en aguas marinas costeras, sin salir nunca del agua. Nada gracias a que sus patas traseras cuentan con una adaptación específica para esta función, al tener forma de paletas. Con sus pinzas puede herir la mano de quien lo quiera capturar.  
Este cangrejo es carnívoro; se alimenta mayormente de las poblaciones de bivalvos y gasterópodos que habitan en las playas. Puede utilizar eficazmente como presas a todas las especies de moluscos de las playas, gracias a sus chelas y dentición heteromórfica, las cuales se adaptan adecuadamente a las variedades de las presas de que dispone, pues le permite el aplastamiento, cizallamiento, corte y plegado de las mismas. Los pequeños mejillones y gasterópodos son aplastados, los mejillones más grandes son abiertos.

## Utilidad económica
Esta especie es comestible para el ser humano, por lo que es objeto de explotación comercial en razón de su valiosa carne. 

## Taxonomía
Esta especie de cangrejo fue descrito originalmente en el año 1833 por el zoólogo carcinólogo neerlandés Wilhem de Haan.